# Číměř (district de Třebíč)
Pour les articles homonymes, voir Číměř.
Číměř (en allemand : Tschimiersch) est une commune du district de Třebíč, dans la région de Vysočina, en République tchèque. Sa population s'élevait à 203 habitants en 2020.

## Géographie
Číměř se trouve sur la rive droite de la Jihlava, à 9 km à l'est-sud-est de Třebíč, à 38 km au sud-est de Jihlava, à 45 km à l'ouest de Brno et à 149 km à l'est-sud-est de Prague.
La commune est limitée par Vladislav au sud-ouest, à l'ouest et au nord, par Koněšín à l'est et par Třebenice au sud.

## Histoire
La première mention écrite de la localité date de 1104.

## Transports
Par la route, Číměř se trouve à 9,5 km de Třebíč, à 43 km de Jihlava et à 178 km de Prague.